# Erster Waldemarkrieg

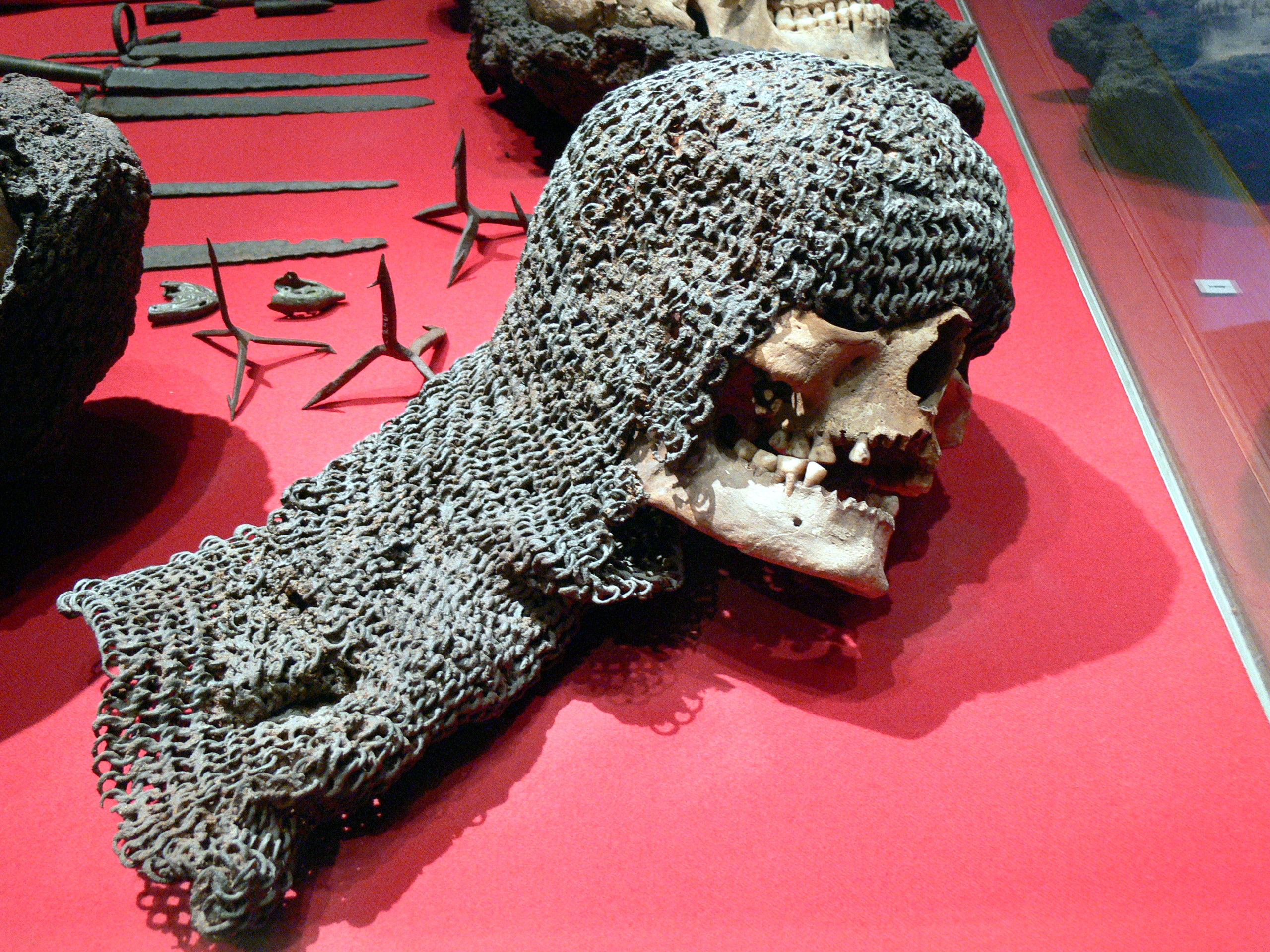
Schädel eines der Opfer von Waldemar Atterdags Invasion von 1361, ausgestellt im Museum Gotlands Fornsal in Visby (Gotland).

Der Erste Waldemarkrieg war ein Krieg zwischen Dänemark unter seinem König Waldemar IV. und den wendischen Hansestädten unter Führung Lübecks. Er wird auch als Erster Hansekrieg bezeichnet, obwohl er nicht die erste militärische Auseinandersetzung zwischen Dänemark und Hansestädten war. Grund des Krieges war die Auseinandersetzung um die Vorherrschaft über den Handel im damals dänischen Schonen.

## Vorgeschichte
Der dänische König Waldemar IV. hatte sein Land von der Fremdherrschaft durch Holstein, Mecklenburg und Schweden befreit und damit auch den Handel auf der Ostsee wieder sicherer gemacht. Mit der Eroberung Schonens im Jahre 1360 und der Brandschatzung Visbys auf Gotland 1361 und dem Entzug bedeutender Privilegien waren die Hansestädte in ihrem Handel stark eingeschränkt. Die wendischen Städte waren auf Grund ihrer Lage an den schonischen Märkten interessiert, die preußischen aber mehr an der freien Sunddurchfahrt in die Nordsee. Die westfälischen Städte hingegen fühlten sich nur indirekt betroffen.  Die Hanse erklärte in Verhandlungen in Greifswald unter Leitung des Lübecker Bürgermeisters Johann Wittenborg, an denen auch der Deutsche Ritterorden sowie Gesandte Schwedens und Norwegens teilnahmen, den Dänen im September 1361 den Krieg.

## Kriegsverlauf
Zur Vorbereitung erhoben die beteiligten Städte einen Pfundzoll zur Finanzierung des Krieges. Die Hansen und die Könige sollten jeweils Schiffe und 2000 bewaffnete Männer stellen. Vertraglich fixiert waren auch die Ziele der Kampfhandlungen: Schonen und Gotland sollten an Schweden fallen, die hansischen Privilegien wiederhergestellt und den Städten Pfandbesitz in den eroberten Gebieten geboten werden. Lübeck stellte 600 Bewaffnete, Stralsund und Rostock jeweils 400, je 200 Wismar, Greifswald und Stettin, 100 Kolberg, je 50 Stargard und Anklam und 40 Kiel. Weitere 300 kamen jeweils aus Bremen und Hamburg. Im April 1362 versammelte sich die Flotte von 48 Schiffen, darunter 27 Koggen, mit 2240 Bewaffneten vor dem Hiddenseer Dornbusch. 
Zwölf Wochen lang belagerten die hanseatischen Truppen unter Führung von Johann Wittenborg die Stadt Helsingborg und ihre befestigte Zitadelle. Die vereinbarte Unterstützung aus Schweden und Norwegen blieb aus. In dieser Zeit stellte Waldemar eine eigene Flotte zusammen. In der Schlacht bei Helsingborg am 8. Juli 1362 besiegte die dänische Flotte die hanseatische, weil deren Besatzungen sich zum größten Teil zur Belagerung an Land aufhielten. Die Hanse verlor 12 ihrer Koggen.
Ein Waffenstillstand wurde vereinbart und im November 1362 in Rostock bis zum 6. Januar 1364 verlängert, wobei sich die Bedingungen für die Hansestädte verbesserten. Der 1365 geschlossene Frieden von Vordingborg blieb wertlos, da die Dänen weiterhin den Handel der Hanse stark behinderten.

## Folgen
Kurze Zeit später versuchte die Hanse die Niederlage gegen Dänemark zu überwinden, indem sie sich im November 1367 in Köln zu einem Bündnis, der Kölner Konföderation, die aus bis zu 57 Hansestädten bestand, zusammenschloss, dem sich im Februar 1368 in Lübeck auch König Albrecht von Schweden und weitere norddeutsche und dänische Adlige anschlossen. Im April 1368 kam es zum Zweiten Waldemarkrieg gegen Dänemark, der September 1369 mit der Einnahme von Helsingborg endete, und in den Frieden von Stralsund mit König Waldemar von Dänemark im Mai 1370 mündete, und zu einer fast vollständigen Restaurierung der uneingeschränkten Macht der Hanse im Ostseeraum führte.